# WASP-56
WASP-56 är en ensam stjärna belägen i mellersta delen av stjärnbilden Berenikes hår. Den har en skenbar magnitud av ca 11,48 och kräver ett teleskop för att kunna observeras. Baserat på parallax enligt Gaia Data Release 1 på ca 3,09 mas beräknas den befinna sig på ett avstånd av ca 1 060 ljusår (ca  324 parsec) från solen. Den rör sig bort från solen med en heliocentrisk radialhastighet av ca 4,6 km/s.

## Observation
Observationer vid Calar Alto-observatoriet med hjälp av lucky imaging-tekniken upptäckte en möjlig följeslagare separerad med 3,4 bågsekunder, men det är inte känt om detta är en verklig binär följeslagare eller en optisk dubbelstjärna. 

## Egenskaper
Primärstjärnan WASP-56 är en gul till vit solliknande stjärna i huvudserien av spektraltyp G6. Den har en massa av ca 1,1 solmassa, en radie av ca 1,1 solradie och har en effektiv temperatur av ca 5 600 K.

## Planetsystem
WASP-56  har en exoplanet som upptäcktes 2011 genom transitfotometri av SuperWASP-programmet. Fjorton passager observerades under tre bevakade säsonger. Transittiden var 214 minuter och minskade stjärnornas ljusstyrka med 0,014 magnitud. Planeten har cirka 0,6 gånger Jupiters massa och en omloppsperiod på 4,6 dygn. Planeten har möjligen en stor kärna av tungmetaller.
| Planet | Massa            | Halv storaxel (AE) | Siderisk omloppstid (d) | Excentricitet | Inklination | Radie                    |
| ------ | ---------------- | ------------------ | ----------------------- | ------------- | ----------- | ------------------------ |
| b      | 0,599 ± 0,039 MJ | 0,05614 ± 0,00040  | 4,6171010 ± 0,0000003   | <0,082        | 88,5 ± 0,1° | ca 1,092 +0,035−0,033 RJ |